# 히보촌
히보촌(飛保村)은 일본 아이치현 하구리군에 설치되었던 촌이다. 현재의 고난시의 북서부에 해당한다.